# Palazzo Bianchi (La Spezia)
Il primo palazzo Bianchi è un edificio di architettura eclettica neo rinascimentale a La Spezia, in via Nino Bixio 84, all'angolo con via Torino.
Progettato dall'ingegnere Carlo Piaggio e costruito tra il 1894 e il 1896, è il primo dei tre palazzi adiacenti che l'imprenditore Edoardo Bianchifece erigere in città alla fine del XIX secolo.

## Descrizione
A quattro piani, oltre il piano rialzato e allo scantinato, l'edificio è rivestito da un paramento a bugnato liscio in cui si apre un ricco portale di marmo di Carrara. 

La lunetta sopra il portone di legno, con chiave di volta scolpita con composizioni di fiori e frutta ed aperta per dare aria e luce all'atrio di accesso, è chiusa dalla grata tipica dei palazzi spezzini dell'epoca. Già di gusto liberty composta a girali in ferro battuto, la grata al suo centro reca le iniziali E B del primo proprietario. 
Il primo piano è caratterizzato da timpani curvilinei sulle finestre e da un lungo balcone in marmo sostenuto da mensole scolpite. La prima fascia marcapiano è decorata con motivi a greca. 

Gli ulteriori tre piani recano trabeazioni di vario genere e balconi, anche se meno importanti. Una seconda fascia marcapiano, tra il terzo ed il quarto piano è decorata con gocciolatoi. 

Il cornicione, fortemente aggettante, è sostenuto da mensole scanalate. 
L'atrio di accesso, pavimentato in marmo, è costituito da un ampio vano con le pareti decorate da tondi con ritratti femminili eseguiti ad affresco. 

Al fondo dell'atrio, ai lati di una nicchia con sedile in marmo, due opposte rampe di scale a tenaglia salgono per riconvergere e divergere ad ogni mezzo piano e che alla sommità ricevono luce naturale da un lucernaio.

## Curiosità
Alla destra del portone è ancora l'originale lapide marmorea provvista di apposito campanello per richiedere i servizi di una levatrice.